# Edward B. Gordon
Edward B. Gordon (* 16. April 1966 in Hannover) ist ein deutscher Maler.

## Leben
Aufgewachsen in Hannover als Sohn des Bildhauers Helmut Rogge, verließ Gordon 1984 die Freie Waldorfschule in Hannover und ging zum Schauspielstudium an die Chrysalis Theatre and Acting School nach London. Seit 1992 arbeitet er als freischaffender Maler.
Gordon lebt heute mit seiner Familie in Berlin und London.

## Werk
Seit 2006 gibt es neben großformatigen Bildern seinen Blog „A Painting A Day“. Dort veröffentlicht er jeden Tag ein sogenanntes „daily painting/Tagesbild“ im immer gleichen Format 15 × 15 cm. Die Texte in den blog posts zu Motivsuche und Entstehung begleiten das Bild. Mittlerweile sind über 4.450 Bilder entstanden.
Sie zeigen Szenen aus dem urbanen Kontext, Atelierstillleben, Akte sowie Landschaften. Die Methode des „Daily Painting“ wurde 2011 von der Universität Paderborn, mit dem Verweis auf Gordon als Vertreter dieser Richtung, aufgegriffen.
Gordon malt auch größere Werke, wie die „Brandenburg Serie“, einem Zyklus von mehr als 20 szenischen Impressionen aus dieser Region, dem Bild Sommer Kreuzberg und den im Zeit Magazin im August 2011 veröffentlichten Bildern Die Schwimmerin und Die Schwimmer.
2010 begleitete er die US-amerikanische Entertainerin Gayle Tufts bei ihrer Show „Everybodys Showgirl“ im Admiralspalast Berlin. Aus dieser Zusammenarbeit entstanden später gemalte szenische Impressionen aus der Show und dem Theater.
Die Berliner Morgenpost, das Magazin Cicero und die Süddeutsche Zeitung sowie die Stadtzeitung tip berichteten 2009 ausführlich über Edward B. Gordon und seine Tagesbilder. Gordon gewann mit seinen Ölbildern für die Dummy Ausgabe Nr. 22, 2009, »Berlin«, den LeadAward Bronze 2010 in der Kategorie Illustrationsbeitrag. In der Galerie Liebkranz in Berlin war von Mai bis Juni 2012 die Ausstellung „Vier Jahre Später“ von Gordon zu sehen. Hier war auch das 2000. Tagesbild von Gordon zu sehen, welches am 4. Juni 2012 entstand. Im September 2012 erschien Gordons Buch „Bilder einer Stadt Painting Berlin“ mit einer Auswahl seiner Werke und von ihm verfassten Begleittexten in Deutsch und Englisch im Verlag Kein & Aber. Hierauf folgte 2014 ebenfalls bei Kein & Aber sein Buch Tag und Nacht, das wieder ein Spektrum seiner Bilder in verschiedenen dem Buchtitel folgenden Kapiteln zeigt.
2013 – Betrachtungen eines Aussenseiters – Ausstellung bei pavlovs dog Ort für Photographie in Berlin
Gordon vermarktet seine Bilder über sein eigenes Büro.

## Buchtitel und Presseveröffentlichungen (Auswahl)
- 2009 Wirtschaftsteil der Süddeutschen Zeitung „Die Kunst des Geldverdienens“
- 2009 Beilage in der  Frankfurter Allgemeine Zeitung: „20 Jahre Mauerfall“
- 2009 Kulturmagazin Dummy, Ausgabe „Berlin“[12]
- Titelabbildungen für Bücher des Kein-und-Aber-Verlags, Zürich
- Porträts von Autoren aus dem Kein und Aber Verlag darunter Harry Rowohlt, Robert Seethaler, Philipp Tingler, Markus Feldenkirchen, Michael Ebmeyer und die Fragebuch-Autoren Mikael Krogerus und Roman Tschäppeler.
- 2010 Titelbild für Die Haarschublade von Emanuelle Pagano im Verlag Klaus Wagenbach
- Das Zeitmagazin widmet im September 2010 Gordon einen seiner Doppeltitel für zwei Bilder und illustriert den Vorabdruck des Romans Deutschboden von Moritz von Uslar mit Gordons Bildern aus der „Brandenburg Serie“.
- 2011 Titelbild für Bübische Hände von Emanuelle Pagano im Verlag Klaus Wagenbach
- 2011 Zeitmagazin Bilder als Illustrationen in der Ausgabe vom 11. August 2011 im Artikel „Prinzessinnenbad“ von Elisabeth Prinzessin zu Thurn und Taxis
- 2011 Le Monde Le Monde / Hors-Série / Le Siécle Chinois 4 peintures (Bilder) Edward B. Gordon / Oktober 2011
- 2012 Edward B. Gordon: Bilder einer Stadt Painting Berlin  im Verlag Kein & Aber
- 2013 Edward B. Gordon: Bilder einer Stadt Painting Berlin Koreanische Ausgabe im Verlag booknomad, Seoul, Korea
- 2014 Edward B. Gordon: Tag und Nacht im Verlag Kein & Aber
- 2020 Kultur trotz(t) Corona Kulturzeit 3Sat,
- 2020 Dummy Magazin #69 Vergangenheit Titelbild
- 2021 Tagesspiegel Die Gemälde der Corona-Krise, von Deike Diening
- 2023 Der Spiegel S-Magazin Edward B. Gordon Das gezeichnete Interview

## Auszeichnungen
- 2010: LeadAward Bronze, Kategorie Illustrationsbeitrag

## Arbeiten im öffentlichen Raum
- 2001: Buddy Bär Berlin Show, Berlin-Mitte[13][14]
- 2002: United Buddy Bears, Berlin, Pariser Platz[15]
- 2022: Stiftung Rathenau Hallen Berlin
- 2023: Städtische Kunstsammlungen Salzgitter Museum Schloss Salder, Salzgitter (Neuerwerbung „Im Stahlwerk“, Schenkung der Dr. Juch-Kulturstiftung)